# Жаскешу (Сарыагашский район)
Жаскешу (каз. Жаскешу) — село в Сарыагашском районе Туркестанской области Казахстана. Входит в состав Кзылжарского сельского округа. Код КАТО — 515473300.

## Население
В 1999 году население села составляло 970 человек (482 мужчины и 488 женщин). По данным переписи 2009 года, в селе проживало 1140 человек (565 мужчин и 575 женщин).